# Societetshuset i Lovisa
Societetshuset i Lovisa är ett societetshus i Lovisa i Nyland i Finland.
Societetshuset i Lovisa öppnades 1863 som samlings- och festlokaler. I källarvåningen fanns krogen "Monttu" fram till 1990-talet.
Lovisa stad tog över huset på 1980-talet. Societetshuset renoverades 1996–1997 och användes därefter som stadsbibliotek fram till 2018. Biblioteket flyttade därefter ut på grund av problem med fuktproblem och dålig luftkvalitet i huset. Det har därefter renoverats en gång till 2019 för att åter fungera som mötes-, samlings- och festlokaler.
Vid renoveringen under 1990-talet upptäcktes och renoverades takmålningar i festlokalen, vilka tros vara gjorda av Robert Wilhelm Ekman.